# Chargé
Chargé ist eine französische Gemeinde mit 1352 Einwohnern (Stand 1. Januar 2022) im Département Indre-et-Loire in der Région Centre-Val de Loire. Sie gehört zum Arrondissement Loches und zum Kanton Amboise.
Ihre Einwohner nennen sich Chargéens/Chargéennes.

## Geographie
Die Gemeinde Chargé liegt an der Loire. Die nächstgrößere Stadt, mit etwa 12.000 Einwohnern, ist Amboise, sie befindet sich etwa fünf Kilometer westlich von Chargé. Weitere Nachbargemeinden von Chargé sind Limeray im Norden, Mosnes im Osten, Souvigny-de-Touraine im Südosten und Saint-Règle im Süden.

## Demographie
| 1962 | 1968 | 1975 | 1982 | 1990 | 1999 | 2006 | 2017 |
| 571  | 525  | 595  | 757  | 862  | 947  | 1013 | 1304 |

## Sehenswürdigkeiten

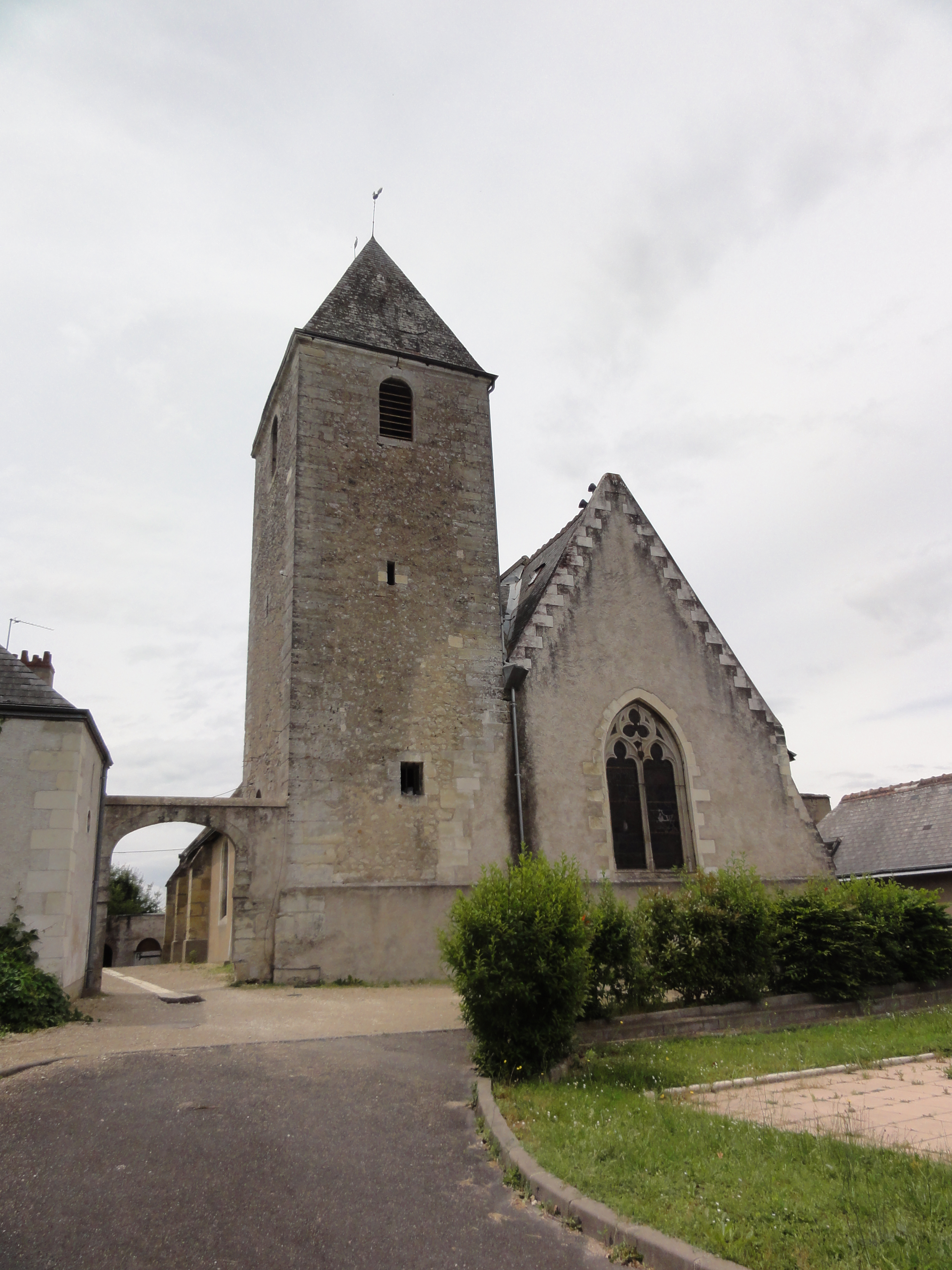
Kirche Saint-Marc

- Kirche Saint-Marc

## Partnerschaften
- Oberheimbach in Deutschland
- Marka Coungo in Mali